# Criconemoides parvum
Criconemoides parvum är en rundmaskart. Criconemoides parvum ingår i släktet Criconemoides och familjen Criconematidae. Inga underarter finns listade i Catalogue of Life.